# TV Urbana (Teresina)

Logotipo da TV Urbana.

A TV Urbana Outdoor, ou simplesmente TV Urbana, é um canal de TV brasileiro com sede na cidade de Teresina, a capital do estado brasileiro do Piauí, e que pertence a Urbana Outdoor.

## Programação
A TV Urbana tem uma programação focada para a informação, entretenimento e propaganda em ambientes com alto fluxo de pessoas como: shopping, supermercados, academias, praças de alimentação, loterias, DETRAN, clínicas de estética, entre outros estabelecimento.
Sua programação conta ainda com atualizações diárias de notícias, campanhas educativas e tópicos sobre saúde, beleza, culinária e eventos.

## Transmissão
A TV Urbana é uma mídia de TV indoor projetada para ser transmitida em HD (high-definition) e, ao mesmo tempo, via satélite. Atualmente, a TV Urbana é transmitida para todo o Brasil através da banda C do satélite Star One C12 na frequência 3935 MHz, com symbol rate de 3410, na polarização horizontal, com transmissão digital.